# Scholarism
Scholarism - це спільнота гонконгських активістів студентського руху, сформована 29 травня 2011 року спільнотою студентів середніх шкіл.
Спільнота вважається екстремістською в державному управлінні китайських ЗМІ. Її молодий лідер, Джошуа Вонг стверджує, що він є у переліку «Китайської Синьої книги з національної безпеки» як "внутрішня загроза політичній стабільності та верховенству комуністичної партії". Зараз інтернет-сторінка руху заблокована комуністичним урядом Китаю або про-комуністичними хакерами.
«Scholarism» одна із рушійних сил Парасолькової революції.

## Історія

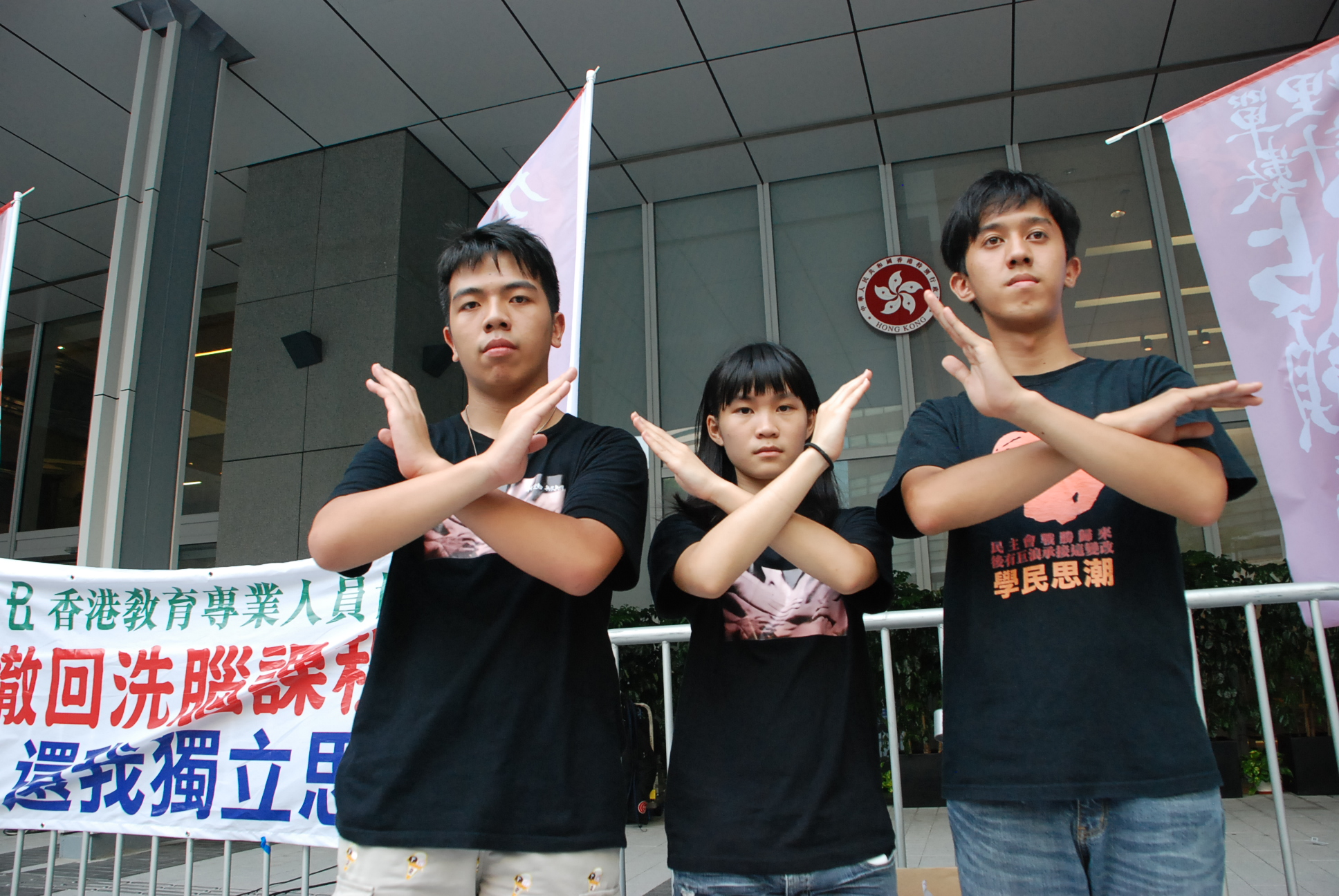
Студенти з «Scholarism» під час голодування проти національної освіти в урядовому штабі Гонконгу в серпні 2012 року.

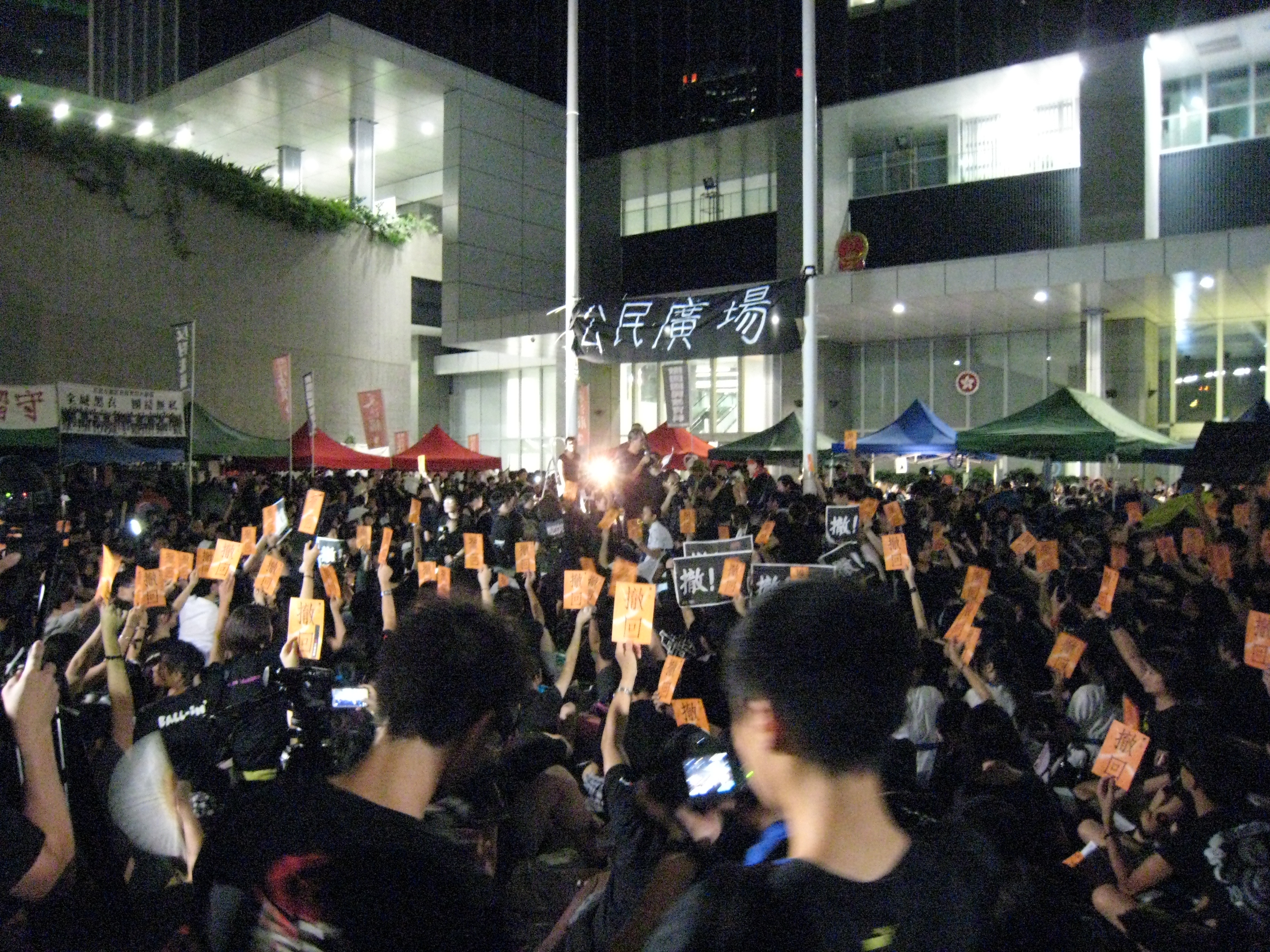
«Scholarism» перед штаб-квартирою уряду в Тамар в Гонконзі. (7 вересня 2012)

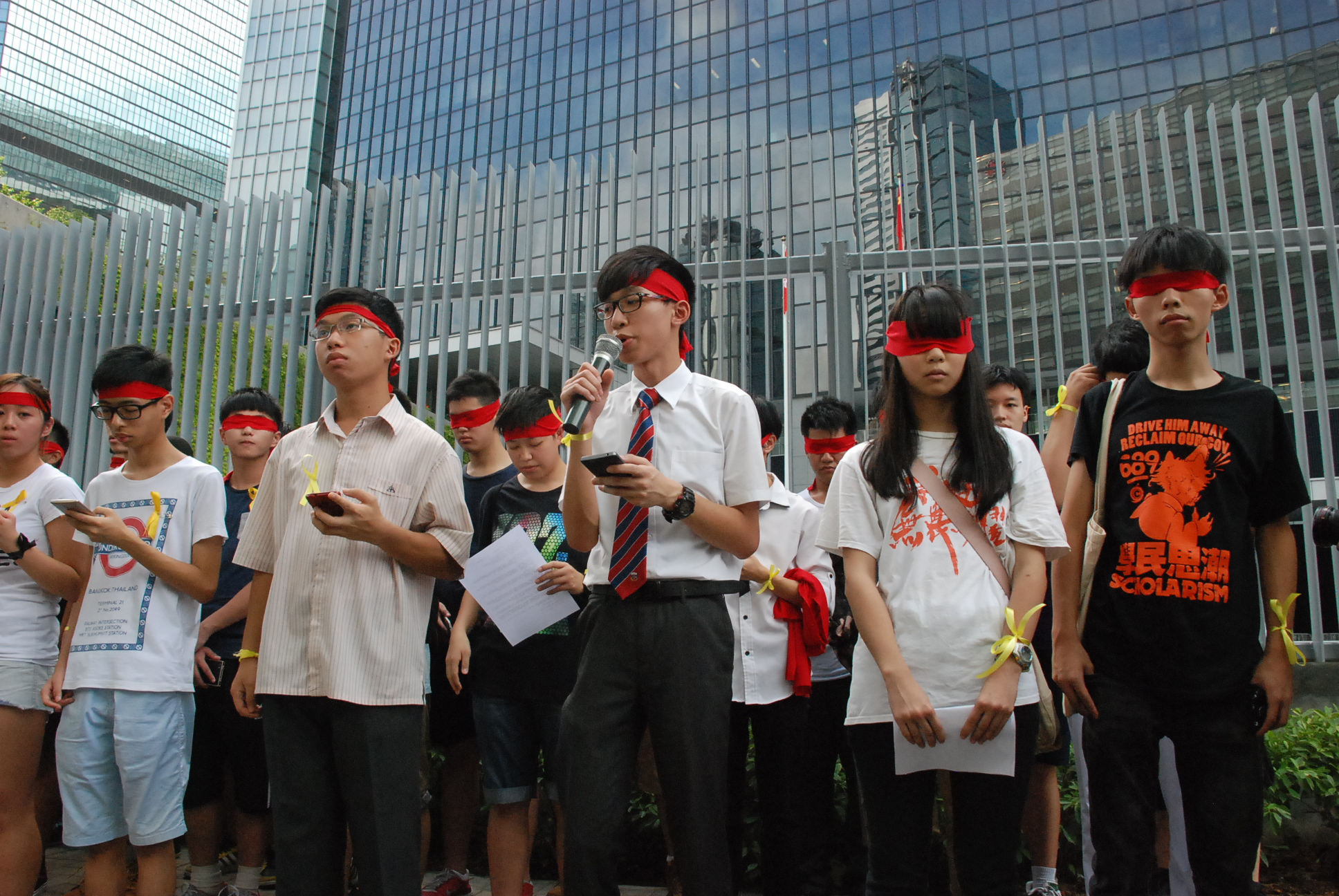
Scholarism бере участь у

### Протидія "моральній і національній освіти"
Спільнота була створена як "Scholarism - Альянс проти Моральної і національної освіти" Scholarism - стала першою групою тиску проти пропагандистської так званої "моральної і національної освіти" і таким чином виросла до провідної організації Гонконгу і прикладу для наслідування молоді. Група відома тим, що є однією з небагатьох організацій, які влаштували акцію протесту перед Центральним Відділенням зв'язку уряду після маршів 1 липня-березня 2013 року.
Молоді члени «Scholarism» розпочинали окупаційний протест в урядовому штабі Гонконгу, щоб змусити уряд відмовитися від своїх планів з впровадження "моральної і національної освіти" (про-комуністичної пропаганди), як обов'язкового предмета в період з серпня і вересні 2012 року. П'ятдесят молодих членів зайняли громадський парк під урядовою установою, три з яких оголосили про голодування. Деякі вважають, що члени спільноти користуються своїм малим віком, щоб мати додаткову протидію насиллю та захист від поліції, яка могла б вже давно бути застосована проти дорослих.

### Демократичний рух
Після перемоги руху проти "моральної і національної освіти", в яких «Scholarism» отримав першу свою славу, студенти залишалися активними в соціальному і демократичному русів Гонконзі. 23 червня 2013 року, «Scholarism» виступив із заявою, щоб підкреслити необхідність громадянської номінації для вибору голови виконавчої влади 2017, загальним виборчим правом. До кінця серпня, «Scholarism» склав статут і почав лобіювання демократичних законодавчих радників підписати його, вести свої партії, щоб зробити цивільну номінацію пріоритетом номер один під час майбутньої кампанії виборів виконавчої голови у 2017 році, вимагаючи загального виборчого права для гонконгців. Серед інших про-демократичних партій, які погодилися підписати це, були: Громадянська партія, що підписала з застереженнями і Демократична партія, в Робочій партії та Асоціація за демократію та кошти для життя людей відмовилися підписати це, оскільки вони були не згодні, що суспільне призначення є єдиним способом, для висування кандидатів.